# .tg
.tg je vrhovna internetska domena (country code top-level domain - ccTLD) za Togo. Domenom upravlja C.A.F.E. Informatique et Telecommunications.

## Vanjske poveznice
- IANA .tg whois informacija  Arhivirana inačica izvorne stranice od 3. prosinca 2008. (Wayback Machine)